# Jiří Dánský
Jiří Dánský (2. dubna 1653, Kodaň – 28. října 1708, Kensingtonský palác, Londýn), dánský princ, manžel anglické princezny Anny Stuartovny a jako takový od roku 1702 po Annině nástupu na trůn princ-manžel Anglie a Skotska, od roku 1707 princ-manžel Velké Británie, mladší bratr dánského krále Kristiána V.

## Biografie
Jiří, který se narodil jako šesté dítě a třetí syn dánského krále Frederika III. a Žofie Amálie Brunšvické, byl neduživé a churavé dítě, pravděpodobně trpěl vrozenou kýlou.
Dne 28. července roku 1683 se oženil s Annou Stuartovnou, dcerou anglického následníka trůnu vévody z Yorku, pozdějšího krále Jakuba II.
20. září se Jiří stal naturalizovaný Angličanem, 1. ledna roku 1684 se stal rytířem Podvazkového řádu. Manželství Jiřího a Anny by bylo šťastné a spokojené, bylo však poznamenáno problémy s následníky: Anna osmnáctkrát otěhotněla, ale všechny děti se buď narodily mrtvé, nebo nepřežily nejútlejší věk, vyjma jediného (až sedmého) syna Viléma. I on však naneštěstí zemřel ve věku 11 let na neštovice (při následné obdukci bylo navíc zjištěno, že chlapec trpěl hydrocefalií). Tak velká úmrtnost potomstva je i v tomto případě dostatečně silnou indicií pro domněnku, že princ Jiří trpěl syfilidou[zdroj?].
Pár bydlel v Londýně, v rezidenci zvané „Cockpit“ na Downing Street. Když v roce 1688 Vilém III. Oranžský, švagr Jiřího (manžel starší Anniny sestry Marie), vtrhl do Anglie, aby svrhl Jakuba II., Jiří (v té době nominální velitel regimentu Lorda Velkého Admirála) přešel 25. listopadu na jeho stranu. V roce 1689 se stal čestným plukovníkem 3. pěšího regimentu (3rd Regiment of Foot). 6. dubna téhož roku získal Jiří tituly vévoda z Cumberlandu, hrabě z Kendalu a baron z Wokinghamu.
Kromě těchto hodností vztahy mezi Vilémem a Jiřím nebyly nejlepší. V roce 1685 Vilém odmítl účast na korunovaci Jakuba II., když měl Jiří zaujmout čestnější pozici, jako princ královské krve, než volený místodržitel Republiky (holandské). V průběhu Slavné revoluce v roce 1688 a nástupu Viléma na anglický trůn byly tyto urážky na jistý čas zapomenuty, ale po celou dobu své vlády Vilém švagra vzdaloval švagra vlivu na politiku. Teprve po smrti Vilémově v roce 1702 a nástupu Anny Stuartovny na trůn mohl hrát Jiří významnější roli na anglické politické scéně.
V roce 1702 se stal Jiří Lordem Velkým Admirálem a Lordem strážcem Pečeti. V těchto pozicích se projevil jako zdatný úředník a dobrý stratég. Jeho aktivity se však netěšily sympatiím vládnoucí strany whigů. Když v roce 1708 ležel Jiří na smrtelném loži, wigové chystali výnos o jeho demisi, který pouze díky královně nevešel v platnost.

## Smrt a odkaz
Jiří zemřel 28. října roku 1708 ve svých 55 letech. Jeho smrt byla velkou ranou pro královnu, která se neodhodlala vzdát velení nad Royal Navy komisi, ale nebyla ani stavu podepsat dokumenty připravené jejím manželem.
Jiří nebyl vždy přijímán kladně. Král Karel II., strýc jeho manželky, se o něm vyjádřil při jejich svatbě: „Poznal jsem ho opilého a poznal jsem ho střízlivého a není v něm nic.“ Nepatřil mezi výrazné politické postavy své doby, byl však nepochybně zkušeným stratégem a schopným, výkonným úředníkem; Anně byl věrným, oddaným a chápavým manželem.

## Vývod z předků
|             |                                     |  |                                 |                                     |  |  |  |  |  |  |  | Kristián III. Dánský |
|             |                                     |  |                                 |                                     |  |  |  |  |  |  |  |                      |
|             | Frederik II. Dánský                 |  |                                 |                                     |  |  |  |  |  |  |  |                      |
|             |                                     |  |                                 |                                     |  |  |  |  |  |  |  |                      |
|             |                                     |  |                                 | Dorotea Sasko-Lauenburská           |  |  |  |  |  |  |  |                      |
|             |                                     |  |                                 |                                     |  |  |  |  |  |  |  |                      |
|             | Kristián IV. Dánský                 |  |                                 |                                     |  |  |  |  |  |  |  |                      |
|             |                                     |  |                                 |                                     |  |  |  |  |  |  |  |                      |
|             |                                     |  |                                 | Oldřich III. Meklenburský           |  |  |  |  |  |  |  |                      |
|             |                                     |  |                                 |                                     |  |  |  |  |  |  |  |                      |
|             | Žofie Meklenburská                  |  |                                 |                                     |  |  |  |  |  |  |  |                      |
|             |                                     |  |                                 |                                     |  |  |  |  |  |  |  |                      |
|             |                                     |  |                                 | Alžběta Dánská                      |  |  |  |  |  |  |  |                      |
|             |                                     |  |                                 |                                     |  |  |  |  |  |  |  |                      |
|             | Frederik III. Dánský                |  |                                 |                                     |  |  |  |  |  |  |  |                      |
|             |                                     |  |                                 |                                     |  |  |  |  |  |  |  |                      |
|             |                                     |  |                                 | Jan Jiří Braniborský                |  |  |  |  |  |  |  |                      |
|             |                                     |  |                                 |                                     |  |  |  |  |  |  |  |                      |
|             | Jáchym Fridrich Braniborský         |  |                                 |                                     |  |  |  |  |  |  |  |                      |
|             |                                     |  |                                 |                                     |  |  |  |  |  |  |  |                      |
|             |                                     |  |                                 | Žofie Lehnická                      |  |  |  |  |  |  |  |                      |
|             |                                     |  |                                 |                                     |  |  |  |  |  |  |  |                      |
|             | Anna Kateřina Braniborská           |  |                                 |                                     |  |  |  |  |  |  |  |                      |
|             |                                     |  |                                 |                                     |  |  |  |  |  |  |  |                      |
|             |                                     |  |                                 | Jan I. Braniborsko--Küstrinský      |  |  |  |  |  |  |  |                      |
|             |                                     |  |                                 |                                     |  |  |  |  |  |  |  |                      |
|             | Kateřina Braniborsko-Küstrinská     |  |                                 |                                     |  |  |  |  |  |  |  |                      |
|             |                                     |  |                                 |                                     |  |  |  |  |  |  |  |                      |
|             |                                     |  |                                 | Kateřina Brunšvicko-Wolfenbüttelská |  |  |  |  |  |  |  |                      |
|             |                                     |  |                                 |                                     |  |  |  |  |  |  |  |                      |
| Jiří Dánský |                                     |  |                                 |                                     |  |  |  |  |  |  |  |                      |
|             |                                     |  |                                 |                                     |  |  |  |  |  |  |  |                      |
|             |                                     |  | Arnošt I. Brunšvicko-Lüneburský |                                     |  |  |  |  |  |  |  |                      |
|             |                                     |  |                                 |                                     |  |  |  |  |  |  |  |                      |
|             | Vilém Brunšvicko-Lüneburský         |  |                                 |                                     |  |  |  |  |  |  |  |                      |
|             |                                     |  |                                 |                                     |  |  |  |  |  |  |  |                      |
|             |                                     |  |                                 | Žofie Mecklenbursko-Zvěřínská       |  |  |  |  |  |  |  |                      |
|             |                                     |  |                                 |                                     |  |  |  |  |  |  |  |                      |
|             | Jiří Brunšvicko-Lüneburský          |  |                                 |                                     |  |  |  |  |  |  |  |                      |
|             |                                     |  |                                 |                                     |  |  |  |  |  |  |  |                      |
|             |                                     |  |                                 | Kristián III. Dánský                |  |  |  |  |  |  |  |                      |
|             |                                     |  |                                 |                                     |  |  |  |  |  |  |  |                      |
|             | Dorotea Dánská                      |  |                                 |                                     |  |  |  |  |  |  |  |                      |
|             |                                     |  |                                 |                                     |  |  |  |  |  |  |  |                      |
|             |                                     |  |                                 | Dorotea Sasko-Lauenburská           |  |  |  |  |  |  |  |                      |
|             |                                     |  |                                 |                                     |  |  |  |  |  |  |  |                      |
|             | Žofie Amálie Brunšvická             |  |                                 |                                     |  |  |  |  |  |  |  |                      |
|             |                                     |  |                                 |                                     |  |  |  |  |  |  |  |                      |
|             |                                     |  |                                 | Jiří I. Hesensko-Darmstadtský       |  |  |  |  |  |  |  |                      |
|             |                                     |  |                                 |                                     |  |  |  |  |  |  |  |                      |
|             | Ludvík V. Hesensko-Darmstadtský     |  |                                 |                                     |  |  |  |  |  |  |  |                      |
|             |                                     |  |                                 |                                     |  |  |  |  |  |  |  |                      |
|             |                                     |  |                                 | Magdalena z Lippe                   |  |  |  |  |  |  |  |                      |
|             |                                     |  |                                 |                                     |  |  |  |  |  |  |  |                      |
|             | Anna Eleonora Hesensko-Darmstadtská |  |                                 |                                     |  |  |  |  |  |  |  |                      |
|             |                                     |  |                                 |                                     |  |  |  |  |  |  |  |                      |
|             |                                     |  |                                 | Jan Jiří Braniborský                |  |  |  |  |  |  |  |                      |
|             |                                     |  |                                 |                                     |  |  |  |  |  |  |  |                      |
|             | Magdalena Braniborská               |  |                                 |                                     |  |  |  |  |  |  |  |                      |
|             |                                     |  |                                 |                                     |  |  |  |  |  |  |  |                      |
|             |                                     |  |                                 | Alžběta Anhaltsko-Zerbstská         |  |  |  |  |  |  |  |                      |
|             |                                     |  |                                 |                                     |  |  |  |  |  |  |  |                      |